# Умаркулова, Рабия
Рабия Умаркулова (узб. Robiya Umarqulova; 1930 год, Аккурганский район, Ташкентская область, Узбекская ССР) — звеньевая колхоза имени Энгельса Нижне-Чирчикского района, Ташкентская область, Узбекская ССР. Герой Социалистического Труда (1951).

## Биография
Родилась в 1930 году в крестьянской семье в одном из сельских населённых пунктов Аккурганского района.
С 1942 года трудилась рядовой колхозницей, звеньевой полеводческого звена в колхозе имени Энгельса Нижне-Чирчикского района.
В 1950 году звено под её руководством собрало в среднем с каждого гектара по 91,3 центнера зеленцовых стеблей кенафа с площади в 17 гектаров. Указом Президиума Верховного Совета СССР от 17 июля 1951 года удостоена звания Героя Социалистического Труда за «за получение в 1950 году высоких урожаев зеленцового стебля кенафа на поливных землях при выполнении колхозами обязательных поставок и контрактации по всем видам сельскохозяйственной продукции, натуроплаты за работу МТС и обеспеченности семенами всех культур для весеннего сева» с вручением ордена Ленина и золотой медали «Серп и Молот».
Дальнейшая судьба неизвестна.